# Nissan Primera
Nissan Primera – samochód osobowy zaliczany do autosegmentu D produkowany przez koncern Nissan Motor w latach 1990–2007.
Nissan Primera jest następcą modelu Bluebird. Zadebiutował w 1990 jako model P10. W tym też roku zajął drugą lokatę w prestiżowym konkursie Samochód Roku. Druga generacja zaprezentowana została w 1996 jako model P11, zaś w 1999 model przeszedł modernizację i otrzymał oznaczenie P11-144. Od 2002 dostępna była całkowicie nowa generacja Primery o oznaczeniu P12. Produkowana była do 2007 i nie zaprezentowano jej następcy. Samochód ten był popularny w krajach Europy Zachodniej, m.in. Hiszpanii, Wielkiej Brytanii, Niemczech.
Występował z następującymi wersjami nadwozia: sedan, liftback oraz kombi.
W gamie silników benzynowych znajdują się:
- Model GA16DS o pojemności 1.6 mocy 90 KM w modelach P10 do 1993 roku
- Model GA16DE o pojemności 1.6 mocy 90-102 KM w modelach P10 i P11
- Model QG16DE o pojemności 1.6 mocy 106 KM w modelach P11 od 2001 do 2002
- Model SR20Di o pojemności 2.0 mocy 116 KM w modelach P10 do 1993 roku
- Model SR20De o pojemności 2.0 mocy 115 KM w modelach P10, W10, P11, oraz WP11 do 1999 roku
- Model SR20DE o pojemności 2.0 mocy 130 KM w modelach P11, WP11 do 1999 roku
- Model SR20DEH o pojemności 2.0 mocy 150 KM (GT) w modelach P10 (również AWD), P11 do 1999 roku
- Model SR20DE o pojemności 2.0 mocy 150 KM w modelach W10
- Model SR20DET o pojemności 2.0 (turbo) mocy 207 KM w modelach W10 (na rynku japońskim) tylko AWD
- Model SR20DE o pojemności 2.0 mocy 140 KM w modelach P12 po 1999
- Model SR18DE o pojemności 1.8 mocy 125 KM w modelach W10 (na rynku japońskim)
- Model SR18Di o pojemności 1.8 mocy 110 KM w modelach W10 (na rynku japońskim)
- Model SR20VE Neo VVL o pojemności 2.0 i mocy 187KM, ze zmiennymi fazami rozrządu (na rynku japońskim oraz angielskim)
- Model QR20DE o pojemności 2.0 mocy 147KM montowany w modelach P12
- model QG18DE o pojemności 1.8 mocy 126 a potem 118 KM w modelach P11, WP11, P12, WP12

Silniki wysokoprężne:
- Model CD20 diesel o pojemności 2.0 dysponujący mocą 75 KM
- Model CD20T diesel o pojemności 2.0 dysponujący mocą 90 KM
- Model 1.9DCi diesel o pojemności 1.9 mocy 120 KM w modelach P12 oraz WP12
- Model 2.2DCi diesel o pojemności 2.2 mocy 125 KM oraz 136 KM w modelach P12 oraz WP12

## I generacja (P10)

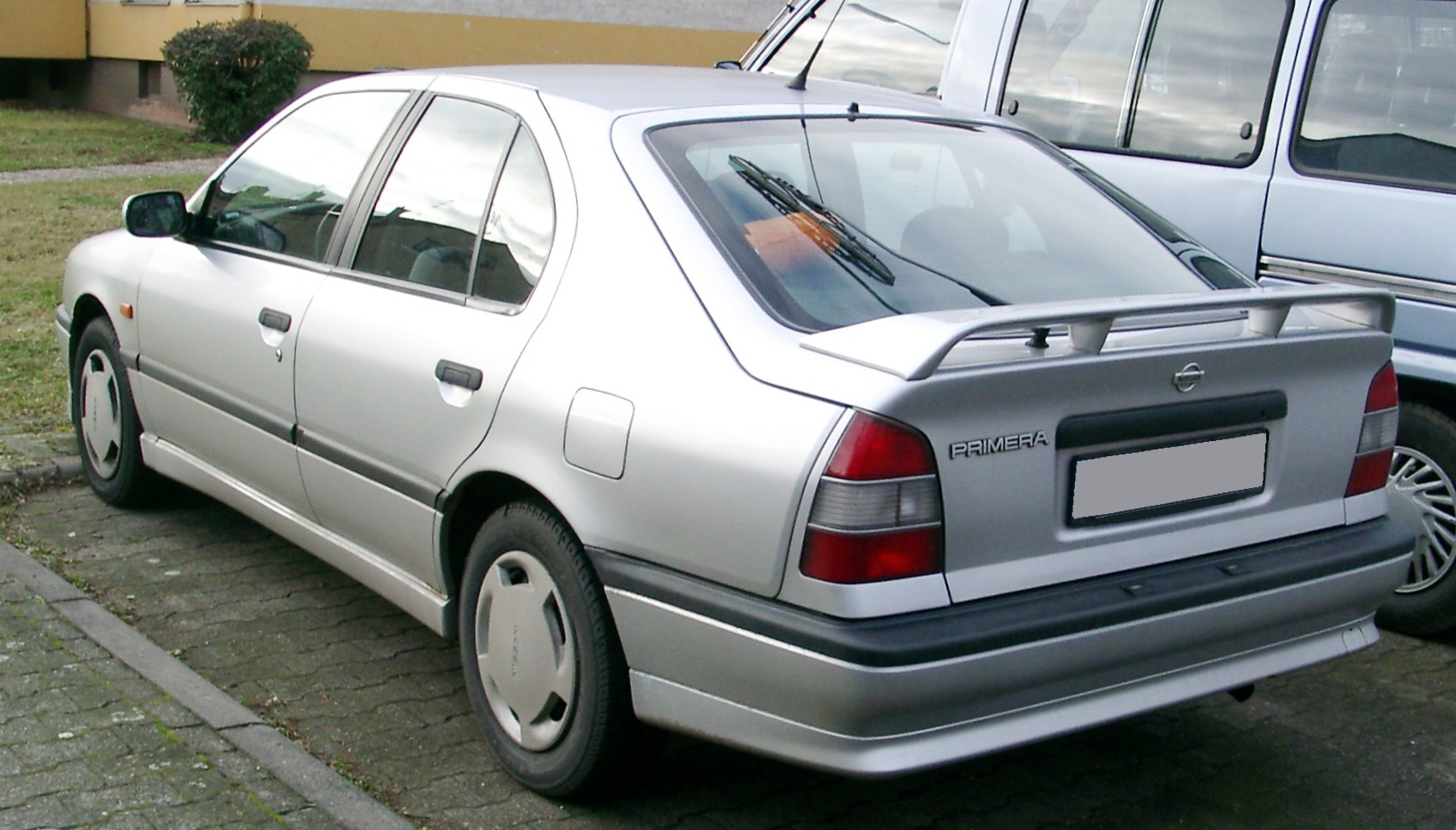
Tył wersji liftback

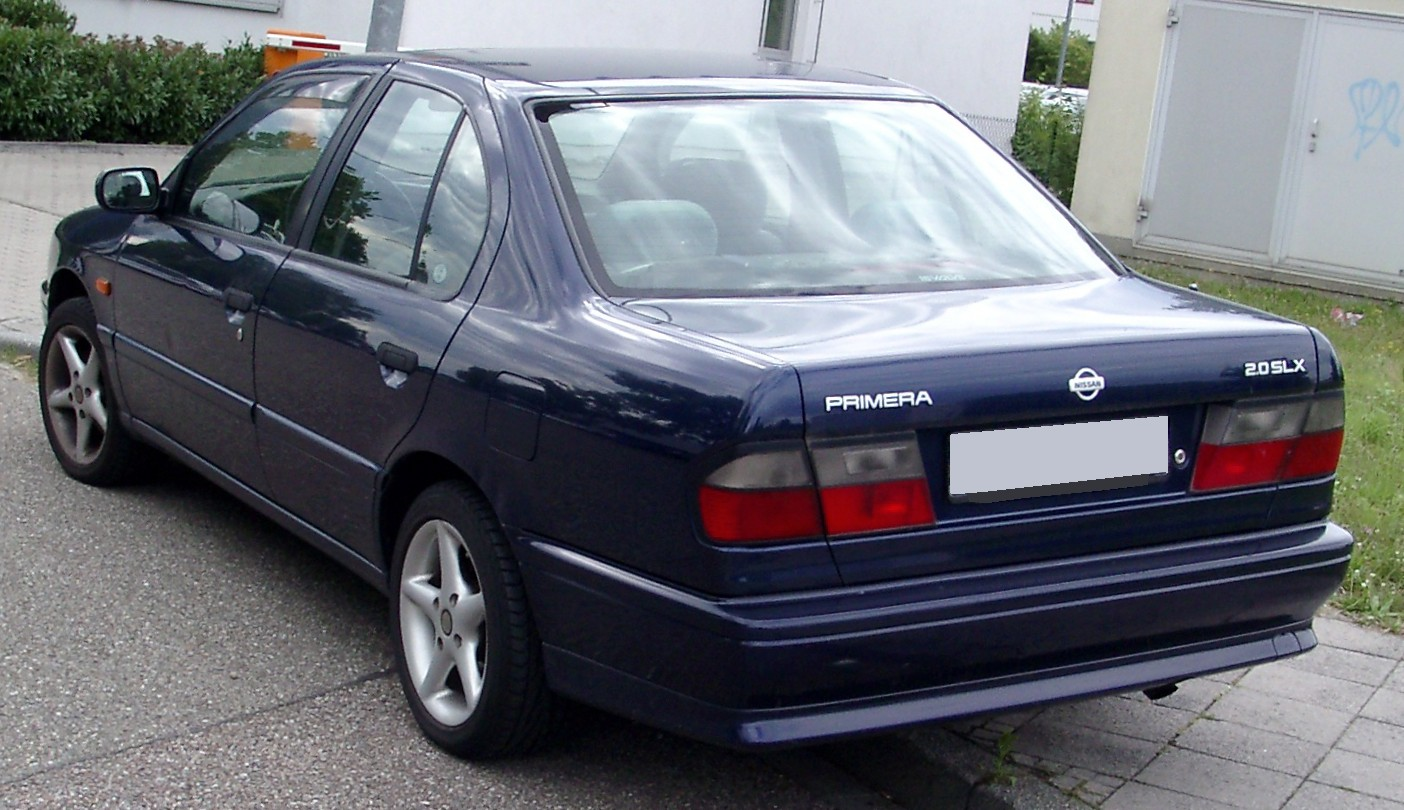
Tył wersji sedan

Pierwsza generacja modelu produkowana była w latach 1990–1996 (kombi do 1998). Samochód wyposażono w napęd przedni realizowany poprzez 5-biegową manualną skrzynię biegów, opcjonalnie dostępny był 4-biegowy automat.
Wersja kombi była oznaczona jako W10 i znacząco różniła się od P10. Początkowo oznaczenia były osobne „P” dla wersji sedan, „W” dla wersji kombi. Różnica była nie tylko w nazwie, wzięła się ona z różnic konstrukcyjnych – sedan P10 miał zawieszenie przednie z dwoma wahaczami. Natomiast W10 miało zawieszenie przednie na pojedynczym wahaczu, tak jak Bluebird (z którym miał wiele wspólnego). Różnice były w całej budowie samochodu – inne reflektory przednie, błotniki, zawieszenie oraz wiele innych różnic. Przy drugiej generacji – P11 zarzucono rozwijanie osobnych linii. Różnice między sedanem i kombi były niewielkie, jednak „W” w nazwie pozostało dla WP11. Model W10 był rozwijany jako Nissan Avenir i doczekał się następcy w postaci modelu W11 (tylko na rynku japońskim).
Modele P10 eGT występowały również z napędem na wszystkie koła. Podobnie Było z modelem W10, który w Japonii pod nazwą Nissan Avenir Salut był dostępny z silnikiem SR20DET dostępnym wyłącznie ze skrzynią automatyczną i napędem na wszystkie koła.
Na rynku europejskim (poza Anglią) do napędu dostępnych było pięć silników benzynowych o pojemnościach 1.6 i 2.0 (GA16DS, GA16DE, SR20Di, SR20De, SR20DE). W Japonii były dostępne również silniki SR18De i SR18DE.
Oprócz tego na liście jednostek napędowych figurował wolnossący diesel o pojemności dwóch litrów (CD20).
Produkcja samochodu odbywała się w angielskim mieście Sunderland. Primerę I generacji eksportowano do Stanów Zjednoczonych pod nazwą Infiniti G20. W plebiscycie na Europejski Samochód Roku 1991 model zajął 2. pozycję (za Renault Clio).

### Dane techniczne
| Wersja            | Roczniki          | Silnik                      | Stopień sprężania | Moc maksymalna                     | Maksymalny moment obrotowy | 0-100 km/h        | V-max             | Spalanie (l/100 km) |
| Silniki benzynowe | Silniki benzynowe | Silniki benzynowe           | Silniki benzynowe | Silniki benzynowe                  | Silniki benzynowe          | Silniki benzynowe | Silniki benzynowe | Silniki benzynowe   |
| ----------------- | ----------------- | --------------------------- | ----------------- | ---------------------------------- | -------------------------- | ----------------- | ----------------- | ------------------- |
| 1.6               | 1990-1996         | R4/16 (1597 cm³), DOHC      | 9,8:1             | 90 KM (66 kW) przy 6000 obr./min   | 136 Nm przy 4000 obr./min  | 11,9 s            | 180 km/h          | bd/bd/7,1           |
| 1.6               | 1994-1998         | R4/16 (1597 cm³), DOHC      | bd                | 102 KM (75 kW) przy 6000 obr./min  | 136 Nm przy 4000 obr./min  | 11,5 s            | 190 km/h          | bd/bd/bd            |
| 2.0               | 1990-1996         | R4/16 (1998 cm³), DOHC      | 9,5:1             | 115 KM (85 kW) przy 6000 obr./min  | 166 Nm przy 4000 obr./min  | 9,9 s             | 200 km/h          | bd/bd/8,3           |
| 2.0               | 1995-1996         | R4/16 (1998 cm³), DOHC      | bd                | 125 KM (92 kW) przy 6000 obr./min  | 170 Nm przy 4800 obr./min  | 10 s              | 205 km/h          | bd/bd/bd            |
| 2.0 GT            | 1990-1996         | R4/16 (1998 cm³), DOHC      | 10,0:1            | 150 KM (110 kW) przy 6100 obr./min | 181 Nm przy 4800 obr./min  | 8,4 s             | 220 km/h          | bd/bd/8,3           |
| Silniki Diesla    |                   |                             |                   |                                    |                            |                   |                   |                     |
| 2.0 D             | 1990-1996         | R4/8 (1974 cm³), SOHC (OHC) | 22,2:1            | 75 KM (55 kW) przy 4800 obr./min   | 132 Nm przy 2800 obr./min  | 16,5 s            | 165 km/h          | bd/bd/6,0           |
| 2.0 TD            | 1996-1997         | R4/8 (1974 cm³), SOHC (OHC) | 22,2:1            | 90 KM (66 kW) przy 4400 obr./min   | 177 Nm przy 2400 obr./min  | 13,9 s            | 174 km/h          | 8,6/6,2/6,9         |

## II generacja (P11)

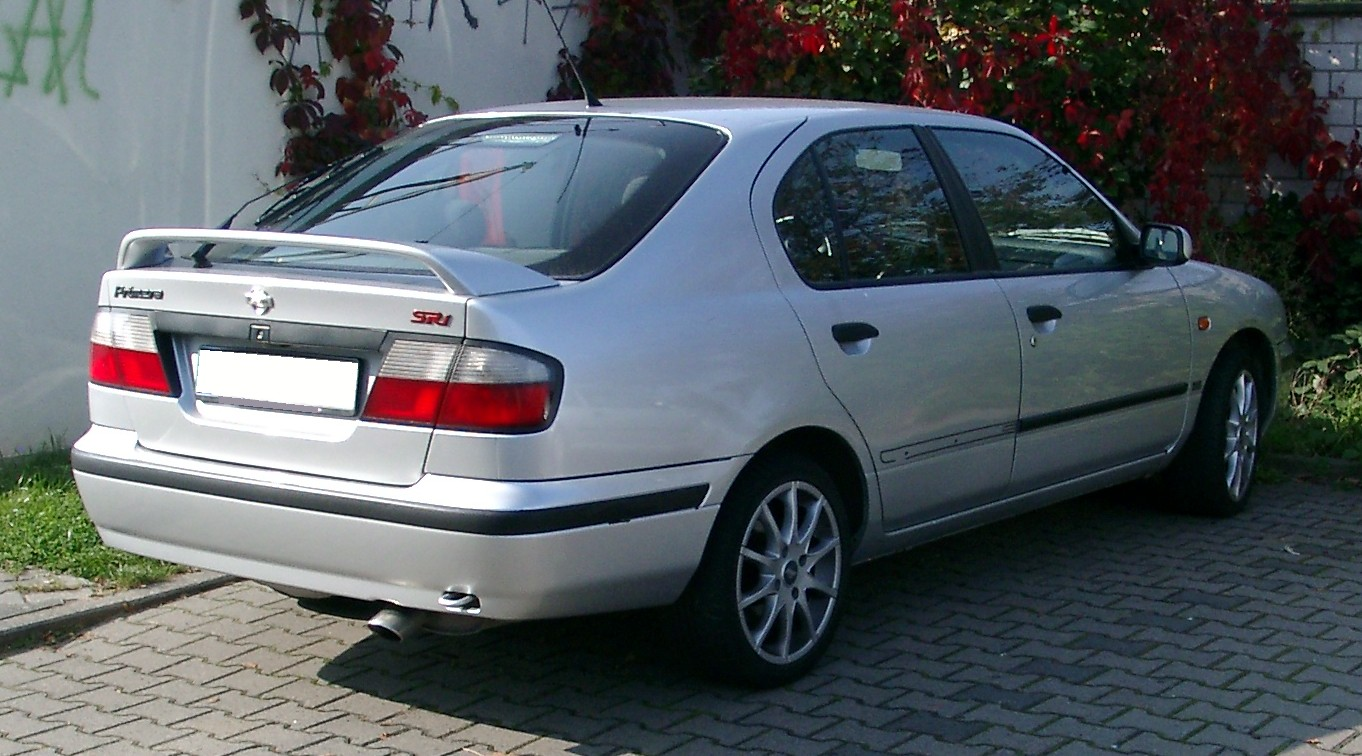
P11 przed liftingiem

Drugą generację Primery zaprezentowano w 1995. Na rynek japoński model trafił z końcem tego samego roku, w Europie w październiku 1996. Do napędu służyły jednostki benzynowe o pojemności od 1.6 do 2.0 l i jeden silnik Diesla. Wersja kombi trafiła do produkcji we wrześniu 1997. We wrześniu 1999 przeprowadzony został facelifting modelu. Nowa wersja została oznaczona jako P11-144. Podobnie jak w przypadku I generacji, w oparciu o Primerę P11 powstała bardziej luksusowa odmiana modelu pod marką Infiniti.

## III generacja (P12)

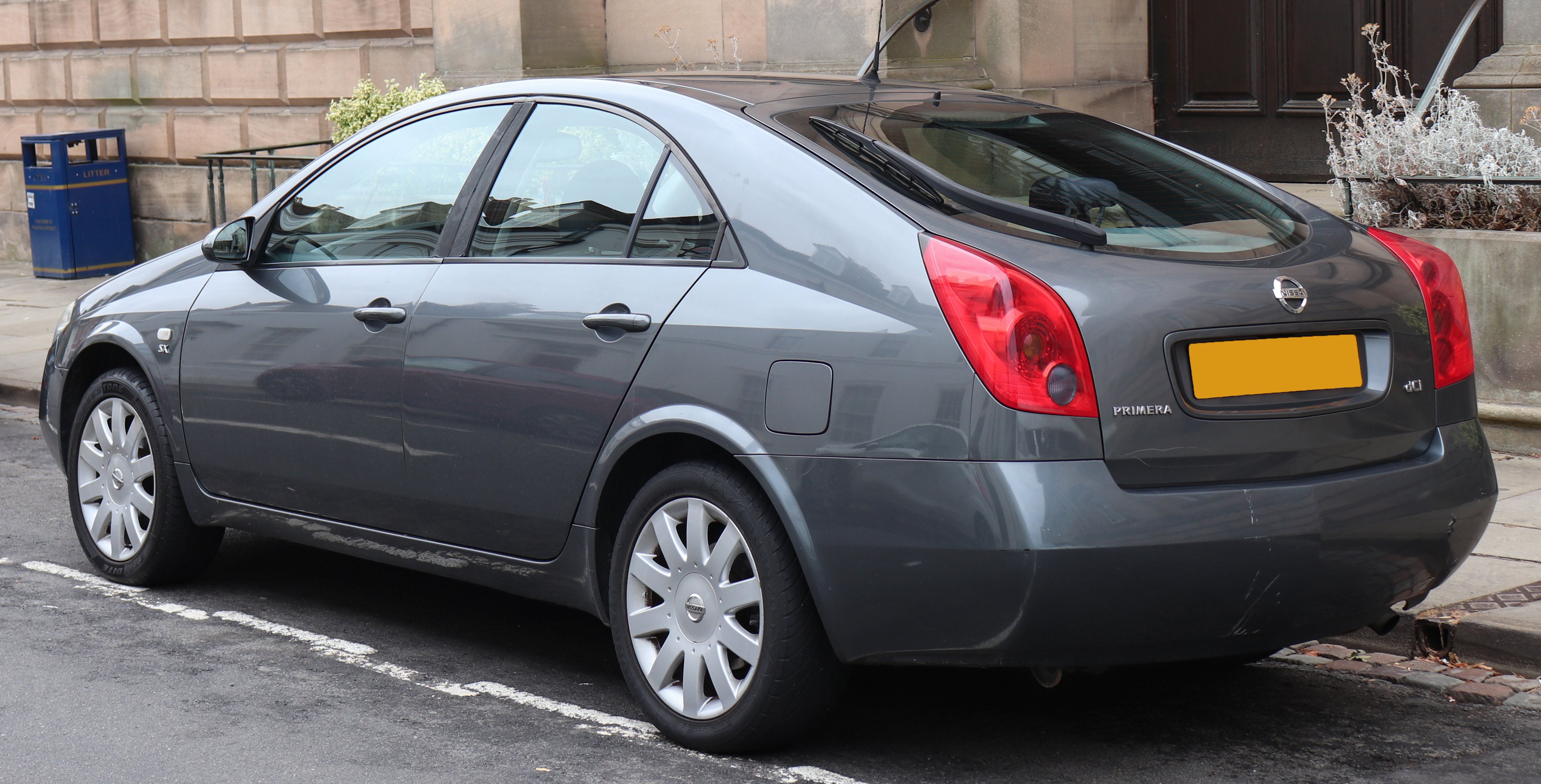
Tył wersji P12 liftback

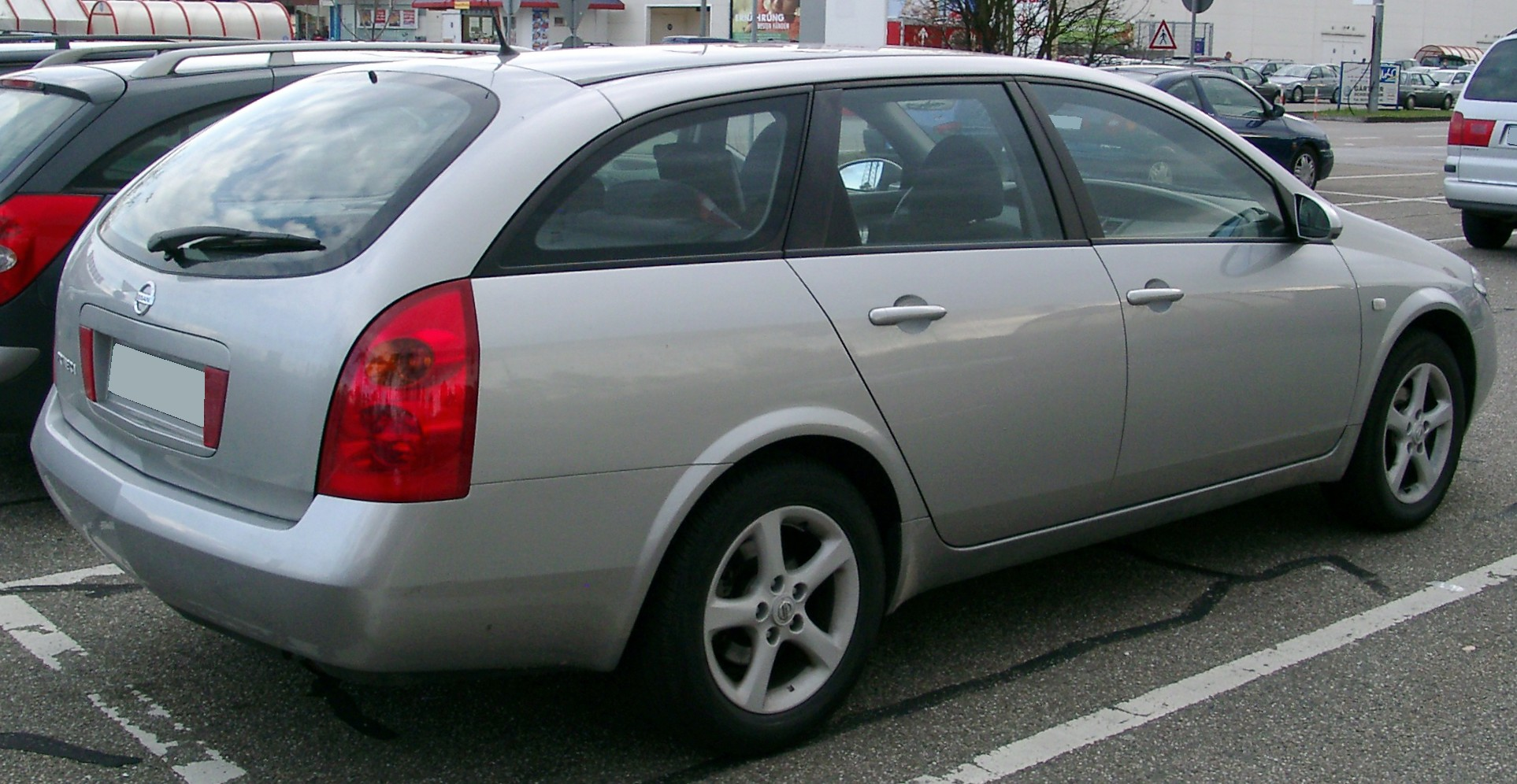
Primera P12 w wersji kombi

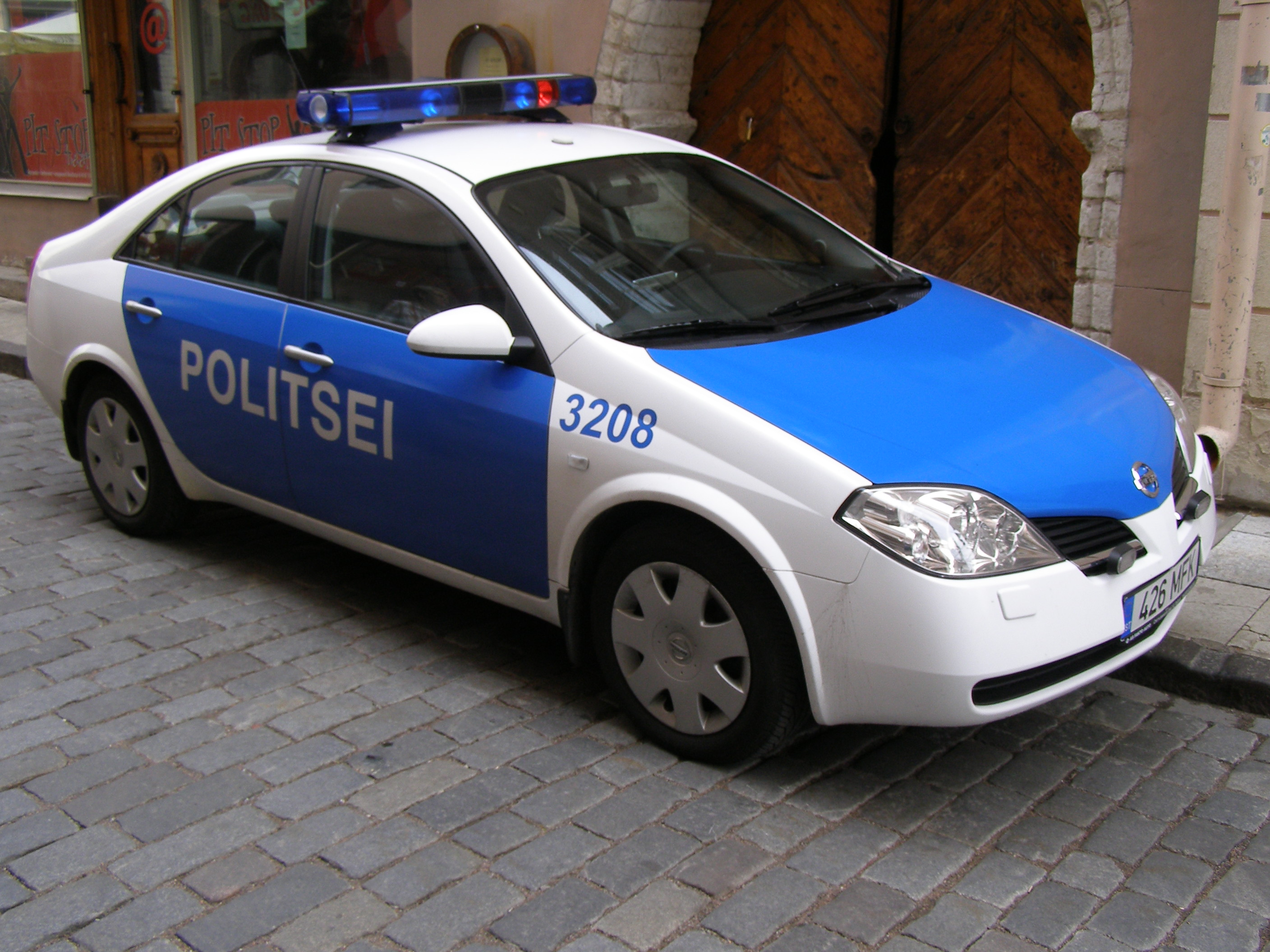
Primera P12 sedan jako radiowóz policji w Tallinnie

Trzecią generację Primery wprowadzono na rynek japoński latem 2001, natomiast w Europie zadebiutowała w marcu 2002. W odróżnieniu od poprzednich Primer (P10 i P11), P12 nie doczekała się swojego odpowiednika w gamie modeli Infiniti. Do napędu używano silników o pojemności od 1.6 do 2.5 litra.

### Dane techniczne
| Wersja            | Roczniki          | Silnik                 | Stopień sprężania | Moc maksymalna                     | Maksymalny moment obrotowy | 0-100 km/h        | V-max             | Spalanie (l/100 km) |
| Silniki benzynowe | Silniki benzynowe | Silniki benzynowe      | Silniki benzynowe | Silniki benzynowe                  | Silniki benzynowe          | Silniki benzynowe | Silniki benzynowe | Silniki benzynowe   |
| ----------------- | ----------------- | ---------------------- | ----------------- | ---------------------------------- | -------------------------- | ----------------- | ----------------- | ------------------- |
| 1.6               | 2002-2007         | R4/16 (1596 cm³), DOHC | 9,8:1             | 109 KM (80 kW) przy 6000 obr./min  | 144 Nm przy 4000 obr./min  | 12,6 s            | 185 km/h          | 9,3/6,0/7,2         |
| 1.8               | 2002-2007         | R4/16 (1796 cm³), DOHC | 9,5:1             | 115 KM (85 kW) przy 5600 obr./min  | 163 Nm przy 4000 obr./min  | 11,9 s            | 194 km/h          | 9,6/6,1/7,4         |
| 2.0               | 2002-2007         | R4/16 (1998 cm³), DOHC | 9,9:1             | 140 KM (103 kW) przy 6000 obr./min | 192 Nm przy 4000 obr./min  | 9,6 s             | 205 km/h          | 11,9/6,9/8,7        |
| 2.5               | 2002-2007         | R4/16 (2488 cm³), DOHC | 10,5:1            | 170 KM (125 kW) przy 5600 obr./min | 245 Nm przy 4000 obr./min  | bd                | 220 km/h          | bd/bd/bd            |
| Silniki Diesla    |                   |                        |                   |                                    |                            |                   |                   |                     |
| 1.9 dCi           | 2003-2005         | R4/8 (1870 cm³)        | 19,0:1            | 120 KM (88 kW) przy 4000 obr./min  | 280 Nm przy 2000 obr./min  | 10,8 s            | 195 km/h          | 7,3/4,8/5,7         |
| 2.2 DDTi          | 2002-2003         | R4/16 (2184 cm³)       | bd                | 126 KM (93 kW) przy 4000 obr./min  | 280 Nm przy 2000 obr./min  | 10,9 s            | 198 km/h          | 7,7/4,9/5,9         |
| 2.2 DDTi          | 2003-2007         | R4/16 (2184 cm³)       | 18,0:1            | 139 KM (102 kW) przy 4000 obr./min | 314 Nm przy 2000 obr./min  | 10,2 s            | 203 km/h          | 8,1/5,0/6,1         |